# Arcus
En astrogeologia, arcus (plural arcūs, abr. AR) és una paraula llatina que significa «arc» que la Unió Astronòmica Internacional (UAI) utilitza per indicar una característica superficial en forma d'arc. És un terme regulat per la Unió Astronòmica Internacional, que de moment el reserva exclusivament per a Tità (satèl·lit de Saturn).
Des d'un punt de vista geològic, encara no s'ha aclarit el procés de la seva formació. Les teories més acreditades suggereixen la presència d'un criovolcà.
L'única estructura classificada oficialment com a arcus és Hotei Arcus, anomenat en honor del déu de la fortuna en el budisme japonès.